# زیردریایی ورخوتوریه (کی-۵۱)
زیردریایی ورخوتوریه (کی-۵۱) (به انگلیسی: Russian submarine Verkhoturye (K-51)) یک زیردریایی است که طول آن ۱۶۷ متر (۵۴۸ فوت) می‌باشد.